# Байан (бабизм)
Байан (араб. بیان, Bayân) — писання пророка Баба («Брама Бога»), шановані народом Байана, як Святе письмо. «Байан» у перекладі з арабської означає «роз'яснення». Початок декламування і записи «Байа» — 23 травня 1844 року. Запис робив Ака Сеїд Хусейн з Йезда, який був однією з перших Букв Життя, Буквою Сін  — س. «Байан» у збірному сенсі — всі твори і одкровення Баба.
Перська Байана — основна праця, я містить головні закони, встановлені Бабом. Арабська Байана аналогічна за змістом, але менша за розміром і не настільки значуща.